# Gudenaacentralen
Andelsselskabet Gudenaacentralen a.m.b.a. stiftes den 12. juli 1918 med det formål at anlægge og drive et vandkraftværk ved Tange på Gudenåen mellem Kongensbro og Bjerringbro. Det nye andelsselskab fik samtidig overdraget koncessionen til udnyttelse af vandkraften i Gudenåen, som i medfør af lov nr. 184 af 20. marts 1918 om udnyttelse af vandkraften i Gudenåen i første omgang var blevet overdraget til Århus Byråd og Viborg Amtsråd.
Det første spadestik til Danmarks største vandkraftværk blev taget i august 1918, og den 8. januar 1921 kunne indbudte gæster overvære åbningshøjtideligheden, hvor trafikminister Marius Abel Nielsen Slebsager erklærede “Gudenaacentralen for åbent”. Fra begyndelsen var Gudenåcentralen værkets officielle navn, men allerede fra 1920 var aviserne og andelsselskabet så småt begyndt i flæng at kalde værket for Gudenåcentralen og Tangeværket, og det folkelige navn Tangeværket har siden i høj grad været synonym for Gudenåcentralen.
Værket, tilløbskanalen og dæmningen på tværs af Gudenådalen blev opført af Gudenaacentralen a.m.b.a. i årene 1918-1920. I løbet af december 1920 blev Gudenåen stemmet op med ca. 8,5–10 m (afhængig af vandføringen), og den kunstige Tange Sø dannet som vandressource for de store vandturbiner. Allerede den 17. december 1920 var man så småt begyndt at sende strøm ud i ledningsnettet, og den 27. december kom Vandbygningsvæsenets tilladelse til at bringe vandet i søen op på maksimum. Ved indvielsen var Gudenåværket Jyllands største elværk, og det kunne producere 22,5 % af hele Jyllands elforbrug.
Tilløbskanalen er ca. 370 m lang med en bredde på 50 m. Den 800 m lange hoveddæmning på tværs af Gudenå-dalen har en kronebredde på 10 m og en kronekote på 16,00 m (DVR90). Frislusen er indbygget i dæmningen over det gamle Gudenåleje og benyttes primært som aflastningsbygværk under ekstreme afstrømningssituationer. Den består af en 10 m bred åbning delt i 4 mindre slug. Hvert slug er forsynet med tophængt skodde. Afløbet fra frislusen er ca. 460 m lang og udgøres af det gamle Gudenåleje. Det løber sammen med Gudenåen ca. 65 m nedenfor kraftværket. På grund af driften af Gudenåcentralen er det meget sjældent vandførende i hele sit forløb.
Vandspejlet i Tange Sø skal ligge i kote 12,57-13,57 m (DVR90), mens der fastsat et flodemål for bagvandet på kote 3,65 m (DVR90) i Bjerringbro til sikring mod oversvømmelse nedstrøms værket.
Der produceres årligt ca. 11 GWh. Vandet fra den opdæmmede sø løber igennem tre dobbelte Francis-turbiner. Turbinerne trækker stadig de oprindelige generatorer på i alt 3,3 MW. Strømmen leveres til det kollektive net på 10,5 kV niveau via EnergiMidts 60/10 station Tange.
Gudenåcentralen blev fredet i 2006. Fredningen omfatter kraftværket med stigbord, hoveddæmningen med frisluse, de to sekundære dæmninger og indløbskanalen mellem Tange Sø og kraftværket.
Den ene fløj af Tangeværket lejes af Energimuseet, som bl.a. anvendes til at fortælle historien om værkets tilblivelse.

## Historien om retten til at udnytte vandkraften
Allerede i 1893 foreslog 290 landmænd, som ejede jord ned til åen, at Gudenåens vand skulle bruges til overrisling af deres marker og enge. De henvendte sig til Hedeselskabet, som lod ingeniør Sophus Theodor Brønsted kigge på sagen. Han udarbejdede en skitse i 1863, hvori han foreslog opførelse af et stemmeværk over åen lige nord for Tvilum Kirke. Planen kom ikke videre. Brønsted døde samme år, og Hedeselskabet gjorde ikke mere ved projektet de følgende år. Først efter en artikel i Silkeborg Avis i 1904, hvor sagen behandledes på ny, gik Hedeselskabet atter ind i arbejdet. Det blev ingeniør Kristian Thomsen, som skulle foretage undersøgelser og fremsætte en plan, og allerede i begyndelsen af 1905 havde han et udkast parat. Thomsen bibeholdt Brønsteds forslag om et stemmeværk ved Tvilum, men nu skulle der kun være én 20 km lang kanal langs med Gudenåens vestside på strækningen ved Tvilum forbi Ans til Tange. Kanalen skulle forbedre sejlmulighederne, der ikke var gunstige på denne strækning på grund af lav vanddybde. Ved Tange ville der fremkomme en forskel i vandspejlet på 12 m mellem kanalen og Gudenåen, og derfor skulle der her anlægges en skibssluse. Samtidig ville en sådan kanal give mulighed for at overrisle de sandede jorde mellem kanalen og åen. Lodsejerne var meget interesserede i denne vandingsmulighed. Sidst i forslaget fremsatte Thomsen en bemærkning om, at den store højdeforskel ved Tange ville være oplagt at udnytte i et vandkraftværk, der kunne bygges med en kapacitet, så det kunne forsyne Århus, Viborg, Langå og Randers med strøm og samtidig sørge for energi til hele det midtjyske jernbanenet, hvis man lod det elektrificere.

### Kommission og betænkning angående udnyttelse af Gudenåen 1909-11
Sejladsen og vandingen kunne dog ikke bære udgifterne til projektet, men Thomsens arbejde vakte alligevel offentlighedens interesse, fordi han påpegede muligheden for oprettelsen af et vandkraftværk ved Tange. Under Rigsdagens samling 1908-09 blev spørgsmålet om udnyttelse af Gudenåen debatteret, og det resulterede i nedsættelsen af “Kommissionen angaaende Gudenaa” den 7. april 1909, som bredt skulle undersøge alle muligheder for nyttiggørelse af åen. Kommissionen henvendte sig til Kristian Thomsen og bad ham i samarbejde med elektroingeniør Svend Aage Faber at udarbejde et forslag til et kanal- og kraftanlæg ved Gudenå.
I august 1910 præsenterede Faber og Thomsens et omfattende forslag, som var udarbejdet med assistance af ingeniørerne O. Dam Andreasen og E. Rager. Forslaget omhandlede primært muligheden for etableringen af et vandkraftværk ved Tange. Det byggede videre på Thomsens kanalprojekt fra 1904-05, men med betydelige ændringer. For at skaffe tilstrækkelige og stabile vandmængder for værkets drift, måtte der opspares vand i reservoirer, og forslaget bærer meget præg af, at disse reservoirer så vidt muligt skulle undgå at berøre landbrugsarealer, hvor oversvømmelserne risikerede at udløse store erstatningskrav, som kunne udfordre økonomien i forslaget.
I forslaget skulle der ved udløbet af Silkeborg Langsø etableres et reguleringsværk med skibsfartsluse, så Ørnsø og Silkeborg Langsø kunne fungere som en slags overordnet reservoir til regulering af vandføringen i Gudenåen ovenfor Silkeborg. En dæmning på tværs af Gudenå-dalen ca. 1 km øst for Ans skulle opstemme vandet til en høje af 3,5 m over åens sommervandstand, så der kunne skabes et 62 ha stort reservoir (bassin 1) i Gudenå-dalen opstrøms mod Kongensbro. Herfra skulle hovedparten af det opstemmede vand føres videre i en kanal på vestsiden af Gudenåen, som mundede ud endnu en kunstig sø, som skulle skabes ved en dæmning på tværs Tange Å-dalen. Hermed kunne skabes et 38,2 ha stort reservoir (bassin 2), der oversvømmede hele Tange Å-dalen, og herfra skulle det opstemmede vand føres ad en 300 m lang tilledningskanal direkte til vandkraftværket, hvor faldet ville være 8 meter. Med placeringen af Bassin 2 umiddelbart foran værket kunne vandtilstrømningen reguleres efter det øjeblikkelige behov, da efterspørgslen på strøm ville variere gennem døgnet.
Dette forslag blev behandlet af kommissionen i løbet af efteråret 1910, og i februar 1911 afgav kommissionen sin “Betænkning afgivet af den af Ministeriet for Offentlige Arbejder under 7. April 1909 nedsatte Kommission angaaende forskellige Forhold vedrørende Gudenaaen”. Kommissionen anbefalede forslaget i sin betænkning, men den frarådede staten selv at gennemføre projektet, og tilrådede en velvillig indstilling over for private eller kommuner, der ville realisere det. Det kunne ske ved at staten meddelte koncession på udnyttelsen af vandkraften i Gudenåen, og betænkningen indeholdte derfor en redegørelse for de betingelser, som kommissionen mente skulle stilles for at kunne modtage en sådan koncession.
Kort før kommissionen afgav sin betænkning i februar 1911, havde Thomsen indsendt et nyt skitseret forslag til kommissionen. Thomsen nye forslag fastholdt placeringen af værket ved Tange, men det fjernede det vanskelige kanalanlæg, de opdelte reservoirer og reguleringen ved Silkeborg Langsø, og i stedet skitserede han et forslag med en enkelt stor opdæmning tværs over hele Gudenå-dalen neden for udløbet af Tange Å, som skulle skabe et kæmpe reservoir i umiddelbar nærhed af værket. Med andre ord et udkast, som lignede det senere gennemførte projekt. Forslaget kom så sent, at kommissionen ikke nåede at udtale sig om det. Men Thomsens skitserede forslag blev dog sendt videre til Rigsdagen som bilag til betænkningen.
Uden held forsøgte man fra de statslige myndigheder i årene fra 1911 til 1917 at overtale en række kommuner til at engagere sig i projektet.

### Koncessionsansøgning 1914
Men den 28. maj 1914 fremsendte et privat konsortium en ansøgning til ministeren for offentlige arbejder om koncession til at måtte udnytte vandkraftressourcerne på den måde, som det var blevet foreslået i Thomsens seneste skitserede forslag, altså en enkelt stor opdæmning tværs over hele Gudenå-dalen neden for udløbet af Tange Å, som skulle skabe et kæmpe reservoir i Gudenå-dalen mellem Tange og Kongensbro. Konsortiet bestod af ingeniørerne Kristian Thomsen og Svend Aage Faber, direktørerne Aage Rørbye Angelo og Laurits Pedersen Broberg samt overretssagfører L.A. Damm.
Ministeriet tog ansøgningen alvorligt, og både Vandbygningsvæsnet, Elektricitetskommissionen, Landhusholdningsselskabet og Fiskeridirektoratet behandlede projektet og kom med deres positive udtalelser i tiden frem til januar 2018.
Den 12. juli 1917 afholdte repræsentanter fra konsortiet et møde på Christiansborg med ministeren for offentlige arbejder samt flere rigsdagsmænd fra Øst- og Midtjylland. Politikerne viste sig positive overfor planerne, men også at projektet burde foretages i samarbejde med de omliggende kommuner.
På et møde i Bjerringbro oprettes i 2. juli 1917 Andelsselskabet Gudenåens Elektricitetsværk, som efterfølgende indsendte en ansøgning om koncession et mindre vandkraftværk med tilhørende reservoir i Gudenåen ved Kongensbro.
Først i løbet af 1917 udviste kommunerne betydelig mere interesse for projektet, hvilket var sammenfaldende med tyskernes uindskrænkede ubådskrig fra februar 1917, der betød katastrofal mangel på kul og fyldende brændstof samt stigende arbejdsløshed. For at fremme sagen blev det med ministeriets godkendelse ordnet sådan hen mod slutningen af 1917, at Århus byråd og Viborg amtsråd alene skulle søge koncessionen, samtidig med at det private konsortium trak sin ansøgning fra 1914 tilbage. Derved slap man for at spørge alle de mange kommuner, som kunne være interesserede, og disse kunne så senere få tilbuddet om at komme med. I overensstemmelse med denne plan indsendte Århus byråd og Viborg amtsråd den 22. januar 1918 en anmodning om tilladelse til udnyttelse af Gudenåens vandkraft.

### Loven om udnyttelse af vandkraften i Gudenåen 20. marts 1918
Rigsdagen tog anmodning fra Århus byråd og Viborg amtsråd op og sørgede for på rekordtid at få vedtaget den lov, der skulle bane vejen for koncessionen. Allerede den 19. februar 1918 fremsatte ministeren for offentlige arbejder, Hassing Jørgensen, forslag i Folketinget til lov om udnyttelse af vandkraften i Gudenåen svarende til seneste forslag fra 1911/1914. Både folketing og landsting gennemførte tredje og sidste behandling af lovforslaget den 20. marts 1918, og begge steder blev lovforslaget vedtaget enstemmigt.

### Koncession gives i marts 1918 og overdrages til nystiftede Gudenaacentralen i juli 1918
I henhold til loven om udnyttelse af vandkraften i Gudenåen af 20. marts 1918 bemyndigedes ministeren for offentlige arbejder “til at meddele Viborg Amtsraad og Aarhus Byraad samt de andre Amtsraad og Byraad i Viborg, Aarhus og Randers Amter, som maatte slutte sig til det fra de fornævnte kommunale Bestyrelser allerede fremkomne andragende koncession paa udnyttelse af vandkraften i Gudenaa ved anlæg af et elektricitetsværk ved Tange og et mindre værk i nærheden af Kongensbro og ved disse værkers drift i 80 år fra den dag at regne, da værket ved Tange aabnes for drift”. Loven gav også koncessionsindehaverne ret til at lade de nødvendige arealer ekspropriere, og der skulle nedsættes en særlig kommission, Gudenåkommissionen, der skulle gennemføre ekspropriationerne og træffe afgørelser i alle spørgsmål, der måtte opstå som følge af anlægsarbejdet.
Viborg amtsråd og Aarhus byråd havde dermed officielt fået koncessionen overdraget, men kun på den betingelse, at de tog alle interesserede amtsråd og byråd i Viborg, Århus og Randers amter. Så de følgende måneder førtes en række forhandlinger under ledelse af borgmesteren i Århus, Ernst Christopher Loentz Drechsel, for at føre sagen ud i livet. Interessen for at være med var stor, og forhandlingerne førte til enighed om, at projektet burde gennemføres af et andelsselskab dannet af elektricitetsværker og elektricitetsforsyningsselskaber i Viborg, Århus og Randers amter. Det endelige resultat af forhandlingerne blev, at ministeriet for offentlige arbejder den 11. juli 1918 meddelte “Århus, Randers, Skanderborg og Viborg amtsråd samt Århus, Ebeltoft, Skanderborg og Skive byråd koncession på udnyttelsen af vandkraften i Gudenå ved anlæg af et elektricitetsværk ved Tange og et mindre værk i nærheden af Kongensbro” i 80 år fra den dag at regne, hvor værket i Tange åbnes for drift, samt en række vilkår beskrevet i 23 fyldige punkter.
Andelsselskabet Gudenåcentralen blev stiftet dagen efter, dvs. den 12. juli 1918, og dermed havde man endelig det ønskede andelsselskab til realisering af projektet. Andelshaverne blev købstæderne Århus, Skive, Skanderborg og Ebeltoft, samt andelsselskaberne Aarhus-Rønde-Kaløvig Elektricitetsforsyning, Elektricitetsforsyningsselskabet Gudenåens Opland, Framlev m.fl. herreders Elektricitetsværk og Salling-Fjends og Ginding herreders højspændingsværk. Samme dag overdragedes koncessionen til andelsselskabet Gudenåcentralen, og allerede den 25. juli 1918 kunne ministeriet for offentlige arbejder godkende overdragelsen. Samtidig nedsatte ministeriet Gudenåkommissionen, der skulle håndtere ekspropriationerne, godkende anlægsplaner og afgøre tvister. En virkeliggørelse af projektet kunne begynde.

### Byggeriet af værket ved Tange - Gudenåcentralen
Allerede i august 1918 gik byggeriet i gang, og 2 år og 4 måneder senere var anlægget med dæmning, afværgedæmninger, indløbskanal, vandkraftværket med turbiner og generatorer, højspændingsudstyr, transformatorstationer, højspændingsnet og vandreservoiret Tange Sø en realitet.
De tre ingeniører Kristian Thomsen, Svend Aage Faber og Aage Rørbye Angelo, som havde været førende i udarbejdelsen af det store projekt, blev ansat som Gudenaacentralens konsulenter og projekterende ingeniører, mens firmaet Eriksen og Sardemann, som i forvejen var konsulenter for andelshaverne med undtagelse af Skanderborg, stillede sekretariat og kontorer til rådighed ved projektets gennemførelse. Thomsen døde den 17. december 1918, blot 45 år gammel af den spanske syge. I januar 1919 besluttedes det, at ingeniørerne Svend Aage Faber og Aage Rørbye Angelo skulle færdiggøre arbejdet, mens ingeniør O. Dam Andreasen, blev udnævnt til leder af det daglige arbejde i Tange. Samtidig synes andelsselskabet at have opgivet sin rolle som entreprenør, i al fald dukker firmaet Hoffmann og Sønner op på denne tid og overtager jordarbejderne.
Anlægget af den ca. 800 m lange dæmning med frislusen på tværs af Gudenå-dalen blev påbegyndt som noget af det første. Dæmningen kunne ikke bare anbringes på jordoverfladen, eftersom der først måtte fjernes mere ca. 3–11 m overjord af sand og jord i en 4 m bred rende ned til det vandtætte lag af glimmerler, der findes som en skrånende flade flere meter under dalbunden. Renden blev efterfølgende fyldt op med ler, og kernen af ler blev ført med op gennem dæmningen til kote 14,0 m. Der er mellem ca. 12–18 m fra bunden af renden til toppen af dæmningen i kote 16,0 m. Selve kronebredden måler 10 m, mens bundbredden er i omegnen af 50 m. Dæmningen stod færdig ved årsskiftet 1919/20.
Selve vandkraftværkets hovedbygning med maskinhal og fordelerbygning var projekteret af Thomsen, Faber og Andreasen i samarbejde med Eriksen og Sardemann med arkitektonisk bearbejdning af arkitekten Søren Vig-Nielsen, der også tegnede de omliggende fem funktionærboliger. Firmaet Kampmann, Kjærulff & Saxild var hovedentreprenøren på byggeriet af bygningerne, der begyndte i 1919, og i maj 1920 var der rejsegilde på hovedbygningen.
Højspændingsnettet bestod fra begyndelsen i 1921 af to 50.000 volts ledninger, hver med en længde af ca. 43 km, til to hovedtransformatorstationer ved henholdsvis Skive og Århus, samt to 10.000 volts ledninger fra Århus til Skanderborg med en samlet længde på ca. 40 km.
Inden strømmen blev sendt ud gennem dette ledningsnet, skulle vandet stemmes op. Gudenå-dalen og den tilstødende Tange Å-dal og de ca. 600 ha kunne dog ikke uden videre oversvømmes. Der fandtes 192 lodsejere, som helt eller delvis skulle afstå deres jord, ligesom 22 gårde og 5 huse blev opkøbt og revet ned, for at de ikke skulle komme til at ligge på søens bund. De sidste ekspropriationer afsluttedes i sommeren 1919. Gudenaacentralen besluttede, at fjerne alt, hvad der på dette areal ragede mere end 10 cm over jordens overflade, da man satsede på et fremtidigt fiskeri i søen.
I begyndelsen af december 1920 var anlægsarbejdet kommet så langt, at reservoiret – den kommende Tange Sø – skulle fyldes op. Det skulle foregå langsomt, dels af hensyn til dæmningen, og dels af hensyn til Gudenåen nedenfor dæmningen, da man ville tørlægge åen, hvis alle gennemløb i dæmningen blev lukket. Den 14. december var vandet nået op i kote 11, hvilket var ca. 1,5-2,5 m under det planlagte vandspejl. Men den var tilstrækkeligt til, at man kunne prøvekøre de to færdigmonterede turbiner og hertil hørende generatorer, hvilket forløb fuldt tilfredsstillende. Den 17. december var reservoiret så fyldt, at værket besluttede forsøgsmæssigt at sende strøm til en del af forbrugerne, og den 22. december var alle værkets forbrugere koblet på og normal drift begyndt. Den 27. december 1920 fik værket tilladelse fra vandbygningsvæsenet til at bringe vandet på maksimum, og anlægsarbejdet kunne regnes for fuldført.
I værkets første driftsår var det nok til at forsyne 22 % af Jyllands forbrugere med elektricitet, i dag udgør det 0,03 % af Danmarks elforbrug.

### Fra koncessionsordning til tilladelsesordning
Den oprindelige koncession blev meddelt for en periode på 80 år, regnet fra indvielsen af værket ved Tange 8. januar 1921. Denne koncession vedtog Folketinget at forlænge i 2000 (med 2 år fra 8. januar 2001), i 2002 (med 5 år fra 8. januar 2003) og i 2007 (med 6 år fra 8. januar 2008). Men i oktober 2013 fremsatte regeringen “Forslag til lov om ophævelse af lov om udnyttelse af vandkraften i Gudenaa og ændring af lov om vandløb”, da man vurderede, at værkets drift ikke længere burde være et anliggende for Folketinget, og at koncessionsindehaveren fremover skulle ansøge kommunen om tilladelse efter den almindelige lovgivning. Af forhandlingerne til lovforslaget fremgår det, at det ikke skulle have betydning for spørgsmålet om naturforholdene i området ved værket eller Tange Sø i øvrigt, og at værket skulle kunne fortsætte med driften i medfør af den almindelige lovgivning. Lovforslaget blev vedtaget i december 2013, og dermed ophævede Folketinget loven om Tangeværket fra 1918, og erstattede koncessionsordningen med en tilladelsesordning. Som en overgangsordning blev koncessionen forlænget indtil den 8. januar 2016, eller, hvis koncessionshaver søgte om de nødvendige tilladelser inden den 8. januar 2016, indtil der er truffet endelig afgørelse vedrørende meddelelse af tilladelser til udnyttelse af vandkraften i Gudenåen. I forlængelse heraf søgte Gudenaacentralen a.m.b.a. den 2. april 2014 om en 30-årig tilladelse til videreførelse af den eksisterende drift til at indvinde overfladevand fra Gudenåen til produktion af elektricitet på Tangeværket, og den 5. februar 2015 meddelte Viborg Kommune en tidsubegrænset tilladelse til fortsat drift, selvom vandforsyningsloven højest giver mulighed for meddele et tidsrum på 30 år. Afgørelsen blev i marts 2015 påklaget af Favrskov Kommune, Danmarks Sportsfiskerforbund og Danmarks Naturfredningsforening, samt tre andre klagere, der dog blev afvist på grund af manglende klageberettigelse. Sagen blev den 1. februar 2017 overført til det nydannede Miljø- og Fødevareklagenævnet, og den 21. februar 2019 ophævede nævnet Viborg Kommunes tilladelse med virkning fra 1. juni 2020, og nævnet hjemviste sagen til fornyet behandling hos kommunen. Sidstnævnte med henblik på, at kommunen gennemfører en habitatvurdering, der omfatter opstemningens påvirkning af habitatområderne, samt ændrer vilkåret om tilladelsens løbetid i overensstemmelse med vandforsyningsloven. Men allerede i maj 2019 erkendte Miljø og Fødevareklagenævnet, at det havde begået en fejl i sagsbehandlingen, fordi man havde overset nogle overgangsbestemmelser i loven, der i december 2013 ophævende loven om Tangeværket fra 1918. Meningen med loven fra 2013 var, at Tangeværket fremover skulle drives fuldt lovligt på grundlag af den almindelige lovgivning i Danmark. Det vil først og fremmest sige vandløbsloven og vandforsyningsloven, men altså også EU's habitatsdirektiv og vandrammedirektiv, og her er der ikke truffet endelig afgørelse om søens og værkets fremtid. Dermed kan nævnet ikke fastsætte en ugyldighedsdato med virkning fra 1. juni 2020, og i henhold til overgangsbestemmelser fra 2013 kører Tangeværket derfor lovligt videre på det juridiske grundlag, som blev etableret med koncessionsloven i 1918, og som blev videreført med koncessionsforlængelsen i overgangsbestemmelserne fra 2013. Indtil der bliver truffet en endelig afgørelse vedrørende udnyttelsen af vandkraften i Gudenåen, og indtil Viborg Kommune har foretaget en fornyet behandling af tilladelsen, så findes ikke nogen dato for, hvornår Tangeværkets tilladelse til vandindvinding til el-produktion eventuelt udløber. I 2025 stemte værkets ejer Norlys imod at arbejde i retning af at nedlægge værket.

## Galleri
- Indgangen til Energimuseet ved Tange sø
- Maskinhallen
- Turbineblade